# Assedio di Tournai (1340)
L'Assedio di Tournai avvenne durante la guerra dei cent'anni, dopo la battaglia navale di Sluis del 20 giugno 1340. Edoardo III d'Inghilterra aveva inflitto un duro colpo ai francesi e andò all'assedio di Tournai in quanto questa città delle Fiandre era rimasta fedele a Filippo VI di Francia.

## Storia
Edoardo e le sue forze raggiunsero Tournai il 23 luglio. Oltre agli abitanti, all'interno della città c'era anche una guarnigione francese. L'assedio si trascinò e Filippo si avvicinò con un esercito, mentre Edoardo era a corto di fondi. Allo stesso tempo a Tournai stavano finendo i rifornimenti.
La suocera di Edoardo, Giovanna di Valois, gli rese visita nella sua tenda il 22 settembre e implorò la pace. Aveva già fatto lo stesso appello di fronte a Filippo, che era suo fratello. Senza che nessuno perdesse la faccia fu stilata la tregua di Esplechin e Tournai venne sollevata dall'assedio
L'assedio di Tournai è famoso per essere stato il primo esempio dell'uso di cannoni nella guerra d'assedio in Europa.